# Paragymnomenia richardi
Paragymnomenia richardi is een Solenogastressoort uit de familie van de Amphimeniidae. De wetenschappelijke naam van de soort is voor het eerst geldig gepubliceerd in 1947 door Leloup.